# 마지막 밀애
"마지막 밀애"는 1980년에 개봉한 대한민국의 영화이다.

## 캐스팅
- 유지인
- 박근형
- 정영숙
- 유장현
- 전운
- 정혜선
- 조서희
- 강수현